# Dicranomyia acuminata
Dicranomyia acuminata är en tvåvingeart som beskrevs av Alexander 1921. Dicranomyia acuminata ingår i släktet Dicranomyia och familjen småharkrankar.
Artens utbredningsområde är Peru. Inga underarter finns listade i Catalogue of Life.